# Liphistius phileion
Espèce
Liphistius phileion est une espèce d'araignées mésothèles de la famille des Liphistiidae.

## Distribution
Cette espèce est endémique de Thaïlande.

## Publication originale
- (en) PETER J. SCHWENDINGER, « Five new Liphistius species (Araneae, Mesothelae) from Thailand », Zoologica Scripta, Wiley-Blackwell, vol. 27, no 1,‎ janvier 1998, p. 17-30 (ISSN 0300-3256 et 1463-6409, DOI 10.1111/J.1463-6409.1998.TB00426.X).